# Sergio Antunes Selores Ramos
Sergio Antunes Selores Ramos (Lisboa, Portugal, 11 de diciembre de 1975) es un baloncestista portugués. Con 2,00 m de estatura juega en la posición de alero para el Benfica de Portugal
Sus mejores años de baloncesto los jugó para el Caprabo Lleida, equipo con el que llegó a disputar los Play-off por el título, la competición, además de ser MVP de la liga ACB en el mes de mayo de la temporada 2001-02. Con unos promedio de 11 puntos, 4 rebotes y casi 2 asistencias por partido además de grandes porcentajes de tiro y una extraordinaria defensa unida a los intangibles como un espíritu colectivo, mucho sacrificio y ganas de ganar le convirtieron en un jugador muy valorado. Después de tener varias lesiones de gravedad deja Lleida, y desde entonces ha jugado dos partidos con el Baloncesto Fuenlabrada, dos temporadas en la liga LEB, y desde el 2008 en el Benfica.

## Trayectoria
- 1992-1995  Estrelas da Avenida
- 1995-1999  Benfica
- 1999-2000 Olimpia Milano
- 2000-2001 Scandone Avellino
- 2001-2005 Lleida Bàsquet
- 2005-2006 Baloncesto Fuenlabrada
- 2006-2007  Alcudia
- 2007-2008  Inca
- 2008-****  Benfica